# Troje
Troje (russisk: Трое) er en russisk spillefilm fra 2020 af Anna Melikjan.

## Medvirkende
- Konstantin Khabenskij som Aleksandr
- Viktorija Isakova som Zlata
- Julija Peresild som Veronika
- Sergej Nabijev
- Varvara Sjmykova